# آل تایم لو
آل تایم لو (به انگلیسی: All Time Low) یک گروه راک آمریکایی از تاوسن، مریلند است که در سال ۲۰۰۳ تشکیل شد. گروه متشکل از خوانندهٔ اصلی و نوازندهٔ گیتار ریتم، الکس گاسکارت، نوازندهٔ گیتار اصلی جک برکات، نوازندهٔ بیس/همخوان زک مریک، و نوازندهٔ درام ریان داوسون می‌باشد که گروه نام خود را از اشعار آهنگ «سر در برخورد» از گروه نیو فوند گلوری گرفته است. این گروه به‌طور مداوم تورهای یک ساله انجام داده، تورهای متعددی را تیتراژ کرده و در جشنواره‌های موسیقی از جمله Warped Tour، ردینگ و لیدز و Soundwave حضور داشته است.
با شروع به عنوان یک گروه در دبیرستان، آل تایم لو اولین آلبوم چندآهنگه خود با نام سه کلمه‌ای که در برخورد با پایان ای‌پی باید به خاطر بسپارید را در سال ۲۰۰۴ از طریق ناشر محلی ماه زمرد  منتشر کرد. از آن زمان، گروه ۹ آلبوم استودیویی منتشر کرده است: صحنه مهمانی (۲۰۰۵)، خیلی اشتباه، این درست است (۲۰۰۷)، هیچ‌چیز شخصی (۲۰۰۹)، کار کثیف (۲۰۱۱)، وحشت نکنید (۲۰۱۲)، قلب‌های آینده (۲۰۱۵)، آخرین یاغی جوان (۲۰۱۷)، بیدار شو، آفتاب (۲۰۲۰) و به من بگو من زنده هستم (۲۰۲۳). آنها اولین آلبوم زندهٔ خود را با نام مستقیم به دی‌وی‌دی در سال ۲۰۱۰ منتشر کردند و دومین آلبوم زندهٔ خود را با نام مستقیم به دی‌وی‌دی ۲: قلب‌های گذشته، حال و آینده در ۹ سپتامبر ۲۰۱۶ منتشر کردند.

## سبک موسیقی و تأثیرات
سبک موسیقی آل تایم لو عموماً به عنوان پاپ پانک، پاپ راک، پاور پاپ، ایمو پاپ، ایمو، و آلترناتیو راک توصیف شده است. آل تایم لو از گروه‌هایی مانند بلینک-۱۸۲، گرین دی، MxPx، نیو فوند گلوری، Saves the Day و The Get Up Kids به عنوان تأثیرگذار نام می‌برد.

## اعضای گروه
| اعضای کنونی - الکس گاسکارت – خوانندهٔ اصلی، گیتار ریتم (۲۰۰۳–اکنون) - جک برکات – گیتار اصلی، همخوان (۲۰۰۳–اکنون) - ریان داوسون – درام، سازهای کوبه‌ای (۲۰۰۳–اکنون) - زک مریک – گیتار بیس، همخوان (۲۰۰۳–اکنون) اعضای پیشین - کریس کورتیلو – گیتار بیس (۲۰۰۳) - تی‌جی ایهل – گیتار اصلی، همخوان (۲۰۰۳) | اعضای تور - دن سوانک – گیتار ریتم، کیبورد، همخوان، سازهای کوبه‌ای (۲۰۲۰–اکنون) - برایان دوناهو – گیتار ریتم، همخوان (۲۰۲۰–۲۰۱۳) - مت کولوسی – گیتار ریتم (۲۰۱۳–۲۰۱۱) - مت فلایزیک – همخوان (۲۰۱۳–۲۰۰۶) |

## ترانه‌شناسی

### آلبوم‌های استودیویی
- صحنه مهمانی (۲۰۰۵) The Party Scene
- خیلی اشتباه، این درست است (۲۰۰۷) So Wrong, It's Right
- هیچ‌چیز شخصی (۲۰۰۹) Nothing Personal
- کار کثیف (۲۰۱۱) Dirty Work
- وحشت نکنید (۲۰۱۲) Don't Panic
- قلب‌های آینده (۲۰۱۵) Future Hearts
- آخرین یاغی جوان (۲۰۱۷) Last Young Renegade
- بیدار شو، آفتاب (۲۰۲۰) Wake Up, Sunshine
- به من بگو زنده هستم (۲۰۲۳) Tell Me I'm Alive

## فیلم‌شناسی

### فیلم‌های کنسرت
- به من بگو زنده هستم (۲۰۲۳) - ضبط شده در ومبلی آرنا در تاریخ انتشار نهمین آلبوم آنها به من بگو زنده هستم، این نمایش ۲ ساعته به صورت زنده توسط On Air پخش شد.

## تورها

### تیتر
- تور Manwhores and Open Sores (۲۰۰۸)
- تور AP (۲۰۰۸)
- تور (۲۰۰۸) Shortest Tour Ever
- تور (۲۰۰۸) The Compromising of Integrity, Morality and Principles in Exchange for Money Tour
- تور Glamour Kills Tour (۲۰۰۹)
- تور (۲۰۱۴) A Love Like War

### اعمال افتتاحیه
- فال اوت بوی – Believers Never Die Tour Part Deux Tour (۲۰۰۹)

## جوایز و نامزدی
| سال  | انجمن                        | دسته‌بندی                                         | نتیجه    |
| ---- | ---------------------------- | ------------------------------------------------ | -------- |
| ۲۰۰۸ | جوایز کرنگ!                  | بهترین تازه‌وارد – آل تایم لو                     | نامزدشده |
| ۲۰۱۰ | جوایز موسیقی مطبوعات جایگزین | آلبوم سال – کار کثیف                             | برنده    |
| ۲۰۱۵ | جوایز موسیقی مطبوعات جایگزین | هنرمند سال                                       | نامزدشده |
| ۲۰۱۵ | جوایز موسیقی مطبوعات جایگزین | فداکارترین طرفداران                              | نامزدشده |
| ۲۰۱۸ | جوایز صدای راک               | آلبوم سال – آخرین یاغی جوان                      | برنده    |
| ۲۰۲۱ | جوایز موسیقی آی‌هارت‌رادیو     | هنرمند آلترناتیو راک سال                         | نامزدشده |
| ۲۰۲۱ | جوایز موسیقی آی‌هارت‌رادیو     | آهنگ آلترناتیو راک سال – هیولاها (با حضور بلک‌بر) | نامزدشده |
| ۲۰۲۲ | جوایز موسیقی آی‌هارت‌رادیو     | آهنگ آلترناتیو راک سال – هیولاها (با حضور بلک‌بر) | برنده    |

## یادداشت
1. ↑  Emerald Moon